# Charles Amer
Charles Amer (* 16. September 1911 in Grangetown; † 23. Februar 2012 in Marton, Middlesbrough) war ein britischer Unternehmer (Boro) und Fußballvereinspräsident von FC Middlesbrough.
Amer verließ mit 15 die Schule und arbeitete zunächst als Bürojunge, mit 16 trat er der Armee bei.
Während des Zweiten Weltkrieges trat er mit der von ihm gegründeten Band Charles Amer Orchestra lokal auf. Ab den 1940er Jahren stieg er ins Grundstücksgewerbe ein und eröffnete mehrere Hotels.
Amer war seit 1963 Vorstandsmitglied des FC Middlesbrough und wurde 1973 dessen Präsident. 1982 trat er aufgrund von finanziellen Problemen des Vereins von diesem Posten zurück.

## Veröffentlichungen
- 1998: Just for the Record (Autobiographie)[2]